# Eclipse (Amorphis)
Eclipse è il settimo album del sestetto finlandese Amorphis, prodotto nel 2006. Questo album è stato subito ben visto dai fan in quanto la band è tornata ad utilizzare il growl e un suono più heavy. L'unica differenza rispetto ai vecchi album è che il cantante non è più Pasi Koskinen ma Tomi Joutsen proveniente dai Sinisthra.

## Tracce
1. "Two Moons" (Holopainen, Kallio) – 3:22
2. "House of Sleep" (Holopainen) – 4:10
3. "Leaves Scar" (Holopainen) – 3:38
4. "Born from Fire" (Kallio) – 3:59
5. "Under a Soil and Black Stone" (Kallio, Koivusaari) – 4:13
6. "Perkele (The God of Fire)" (Etelävuori) – 3:31
7. "Smoke" (Holopainen) – 3:39
8. "Same Flesh" (Kallio) – 4:40
9. "Brother Moon" (Holopainen) – 4:47
10. "Empty Opening" (Holopainen) – 5:48
11. "Stone Woman" (bonus track) – 3:35

## Formazione
- Tomi Joutsen: voce
- Esa Holopainen: chitarra ritmica e cori
- Tomi Koivusaari: chitarra solista e cori
- Santeri Kallio: tastiera
- Niclas Etelävuori: basso
- Jan Rechberger: batteria